# لوران ماريون
لوران ماريون (بالفرنسية: Laurent Marion)‏ (و. 1983 – م) هو ممثل، وموسيقي، من فرنسا، ولد في مونبلييه.

## التعليم
تعلم في مدرسة فلوران ‏.

## وصلات خارجية
- لوران ماريون على موقع IMDb (الإنجليزية)
- لوران ماريون على موقع ألو سيني (الفرنسية)
- لوران ماريون على موقع قاعدة بيانات الفيلم (الإنجليزية)
- لوران ماريون على موقع كينوبويسك (الروسية)